# Premio Becquerel
El Premio Becquerel recompensa los méritos científicos, técnicos o de gestión en el ámbito de la energía solar fotovoltaica. Fue creado en 1989 por la Comisión Europea con motivo del 150 aniversario de un experimento pionero de Alexandre-Edmond Becquerel, también conocido como Edmond Becquerel, en el que descubrió el efecto fotovoltaico. El premio se concede a una sola persona a la que se reconocen logros continuados en el campo de la conversión de la energía fotovoltaica. El premio es principalmente un galardón europeo, pero no está restringido exclusivamente a ciudadanos europeos. El premio lo concede la Comisión Europea. El Comité del Premio Becquerel selecciona a la persona galardonada. El premio se concede periódicamente en la Conferencia anual europea sobre energía solar fotovoltaica.

## Ganadores del premio
El Comité del Premio Becquerel enumera a los siguientes galardonados:
| - 1989 profesor Roger Van Overstraeten - 1991 profesor Werner H. Bloss - 1992 profesor Antonio Luque López - 1994 Dr. Morton Príncipe - 1995 Dr. Karlheinz Krebs - 1997 profesor Adolf Goetzberger - 1998 Dr.Walter Sandtner - 2000 Frederick C. Agudos - 2001 profesor Viacheslav Andréev - 2002 Dr. Wolfgang Palz - 2003 Profr. Masafumi Yamaguchi - 2004 profesor Joaquín Lutero - 2005 Dr. Dieter Bonnet - 2006 Dr. Richard M. Swanson - 2007 prof. Arvind Víctor Shah | - 2008 Mechtild Rothe, política - 2009 Dr. Andreas W. Bett - 2010 profesor Hans Werner Schock - 2011 profesor Win Sinke - 2012 Dra. Winfried Hoffmann - 2013 profesor Gabriel Sala - 2014 Dr. Stefan Glunz - 2015 profesor andres cuevas - 2016 profesor Christophe Ballif - 2017 Dr. Stefan Nowak - 2018 profesor Pedro Wuerfel - 2019 Dr. Pierre Verlinden - 2020 profesor Enrique Snaith - 2021 Ulrike Jahn - 2022 Marko Topic |